# Remington Records
Remington Records era un'etichetta discografica a basso budget. È esistita dal 1950 al 1957 ed era specializzata in musica classica. Sfortunatamente i dischi erano affetti da un notevole rumore di superficie.

## Storia
Le prime registrazioni Remington sono state fatte a Vienna. Furono prodotte da Marcel Prawy dal 1950 fino al 1953. Nel 1953 Berlino diventò la sede di registrazione di fuori degli Stati Uniti.
Il produttore Don Gabor, il direttore della registrazione Laszlo Halasz e l'ingegnere Robert Blake fecero le prime registrazioni stereofoniche commerciali negli Stati Uniti nel 1953 con Thor Johnson e l'Orchestra Sinfonica di Cincinnati. Tra queste la Sinfonia n. 8 di Dvořák (poi la n. 4) e le opere sinfoniche e corali di Sibelius. Queste registrazioni stereo sono stati rilasciate come mono nel 1954.
Registrazioni mono e stereo sono state effettuate anche a Berlino con l'Orchestra Sinfonica RIAS (Radio in the American Sector). Le incisioni sono state supervisionate da Don Gabor ed il direttore Laszlo Halasz.
Oltre alle registrazioni Cincinnati Sinfonica, altre registrazioni sono state effettuate in America con vari artisti classici, tra cui il violinista George Enescu, il pianista Jorge Bolet ed il violinista Ossy Renardy, tra gli altri. Alcuni nastri Remington mono e stereo furono rilasciati alla fine del 1970 su etichetta Varèse-Sarabande. Il produttore Tom Null ed i suoi tecnici hanno applicato una equalizzazione diversa per le nuove matrici e questo ha portato a stampe di gran lunga migliori ed un suono migliorato.
Le registrazioni di Thor Johnson per la Remington sono state:
- R-199-168 Dvorak: Sinfonia n. 4  (8ª)
- R-199-182 Prokofiev: Piano Concerto n. 2 con Jorge Bolet, pianista (riedita nel 1974 in stereo su Turnabout TV-S 34543)
- R-199-184 Gershwin: Concerto in Fa con Alec Templeton, pianista
- R-199-185 Ward: Terza Sinfonia; Stein: Tre Danze  Hassidic.
- R-199-187 Tchaikovsky: Sinfonia n. 2
- R-199-188 Brant: Concerto per  sassofono contralto, Sigurd Rascher solista (in coppia con Glanville-Hicks: Gymnopedies 1, 2 e 3; Rudhyar: Sinfonietta; eseguita dalla RIAS Symphony Orchestra diretta da Jonel Perlea)
- R-199-191 Sibelius: L'Origine del Fuoco con il Coro dell'Università di Helsinki (accoppiato al Concerto per violino di Glazunov, interpretato da André Gabriel e la Sinfonica RIAS diretta da Georg Ludwig Jochum)

Don Gabor ha prodotto registrazioni nel 1940 per la sua etichetta Continental. Le più note sono le registrazioni Continental che fece con George Enesco delle Sonate e Partite di Bach. Ma nell'era del 78 giri registrò diversi musicisti jazz come Sarah Vaughan, Don Byas, Cozy Cole, e Dizzy Gillespie, così come musicisti popolari su Continental. In seguito ristampò la maggior parte di queste registrazioni su etichetta Remington e le altre etichette di cui era proprietario: Masterseal, Plymouth, Merit, Masque, Buckingham, Webster, e Paris.